# 14145 Sciam
14145 Sciam eller 1998 SE24 är en asteroid i huvudbältet som upptäcktes den 17 september 1998 av LONEOS vid Anderson Mesa Station. Den är uppkallad efter tidskriften Scientific American.